# Robert Amram
Robert G. Amram (* 12. Juni 1938 in Budapest) ist ein US-amerikanischer Filmregisseur und Drehbuchautor, der bei der Oscarverleihung 1972 für Centinelas del silencio sowohl den Oscar für den besten Kurzfilm als auch den Oscar für den besten Dokumentar-Kurzfilm gewann.

## Leben
Robert Amram absolvierte ein Studium in London und begann Mitte der 1960er Jahre seine Laufbahn in der Filmwirtschaft als Drehbuchautor des Kurzfilms Mods and Rockers (1965). Bei der romantischen Komödie The Mini-Affair (1967) mit Georgie Fame, Rosemary Nicols und John Clive war er sowohl als Regisseur als auch als Drehbuchautor tätig. 1971 war er Regisseur und auch Drehbuchautor von Centinelas del silencio, ein Film über die frühen Zivilisationen in Mexiko, der größtenteils vom Hubschrauber aus gedreht wurde. Für diesen Film gewann er bei  der Oscarverleihung 1972 für Centinelas del silencio sowohl den Oscar für den besten Kurzfilm als auch den Oscar für den besten Dokumentar-Kurzfilm gewann. Es war das einzige Mal, dass ein Film in diesen beiden Kategorien gewann. Dies führte dazu, dass es zu einer Änderung des Nominierungs-Reglements kam. Bereits 1971 war der Film beim Internationalen Filmfestspiele von Cannes für den Grand Prix nominiert, aus dem die heutige Goldene Palme hervorging.
Der heute in Los Angeles lebende Amram schuf Kinofilme, Dokumentationen, Werbespots und Großformat-Imax-Filme wie Pacific Challenge (1975) mit Robert Webber und The Late Great Planet Earth (1978) nach dem Bestseller von Hal Lindsay mit Orson Welles als Erzähler. Seine letzte Produktion war Clipperton: Isla de la Pasion (2004), ein Dokumentarfilm über eine Insel im Pazifik mit einer turbulenten und dramatischen Geschichte.

## Auszeichnungen
Oscar
- 1972: Oscar für den besten Kurzfilm für Centinelas del silencio
- 1972: Oscar für den besten Dokumentar-Kurzfilm für Centinelas del silencio

Internationale Filmfestspiele von Cannes
- 1971: Nominierung für den Grand Prix für Centinelas del silencio

## Filmografie (Auswahl)
- 1968: Dolly Story
- 1974: Sky High
- 1978: Alfa 78
- 1992: The Great Eclipse[5]